# سونيك باتل
سونيك باتل (بالإنجليزية: Sonic Battle)، هي لعبة فيديو يابانية، ومن نوع قتال، تم تطويره من ستوديو سونيك تيم، ومن نشر شركة سيغا، صدرت اللعبة في الأسواق سنة 2003 باليابان، ومن ثم بقية دول العالم سنة 2004، وهي تعمل لمنصة غيم بوي أدفانس الحصرية.